# С́ (слово ћирилице)
С́ с́ (лат. Ś ś) (IPA: /ɕ/) је двадесет треће слово у црногорској азбуци. Зове се С са акутом. Формирано је од ћириличног слова С и акутног дијакритика. Ушло је у званичну употребу 2009. године, усвајањем Закона о званичном језику у Црној Гори.
Представља безвучни алвеоло-палатални сибилант /ɕ/.
Порекло води из сеоских подручја у Црној Гори.
Пише се исто као латинично слово Ć, што може изазвати забуну, поготово код странаца.
Неке речи са словом с́:
- с́екира
- с́евер
- сус́едство
- сус́ед
- с́ести
- пос́ед
- зас́еда
- с́утра
- прек(о)с́утра
- с́ећи
- с́актити

Такође, постоји још и слово ſ́ (дуго С́) које се не појављује у словенским језицима. Употребљавало се као акцентовано слово у енглеском језику, које је касније избачено као слово уопштено.

## Рачунарски кодови
Слово С́ није директно представљено прекомпонованим знаком у Уницоде и мора бити састављено као С + ◌́ .
| Знак                      | С                          | С                          | с                        | с                        | ́                       | ́                       |
| ------------------------- | -------------------------- | -------------------------- | ------------------------ | ------------------------ | ---------------------- | ---------------------- |
| Назив у Уникоду           | CYRILLIC CAPITAL LETTER ES | CYRILLIC CAPITAL LETTER ES | CYRILLIC SMALL LETTER ES | CYRILLIC SMALL LETTER ES | COMBINING ACUTE ACCENT | COMBINING ACUTE ACCENT |
| Врста кодирања            | децимална                  | хексадецимална             | децимална                | хексадецимална           | децимална              | хексадецимална         |
| Уникод                    | 1057                       | U+0421                     | 1089                     | U+0441                   | 769                    | U+0301                 |
| UTF-8                     | 208 161                    | D0 A1                      | 209 129                  | D1 81                    | 204 129                | CC 81                  |
| Нумеричка референца знака | &#1057;                    | &#x421;                    | &#1089;                  | &#x441;                  | &#769;                 | &#x301;                |

## Слична слова
- Ś ś : Латиничко слово Ś ś
- Ш ш : Ћириличко слово Ш
- Ћ ћ : Ћириличко слово Ћ
- Ć ć : Латиничко слово Ć
- Ź ź : Латиничко слово Ź
- З́ з́ : Ћириличко слово З́